# Ostana
Ostana (en français Ostane) est un petit village italien, situé dans la province de Coni et la région du Piémont. Ses habitants sont appelés les ostanesi.
Le village s'étend sur 17 km2 et compte 73 habitants depuis le dernier recensement de la population. La densité de population est de 4,3 habitants par km2 sur le village.
Entouré par Oncino, Crissolo et  Pontechianale, Ostana est situé à 2 km au nord-ouest d'Oncino la plus grande ville à proximité. Il est situé à 1 250 mètres d'altitude. Son maire est Silvia Rovere.

## Géographie

### Localisation
Bagnolo Piemonte, Barge (Italie), Crissolo, Oncino, Paesana sont des communes limitrophes d'Ostana.